# Arlette Franco
Arlette Franco, née Arlette Martinez le 1er octobre 1939 à Perpignan (Pyrénées-Orientales) et morte le 31 mars 2010 à Canet-en-Roussillon, est une femme politique française.

## Biographie
Elle devient, le 19 juin 2002, députée de la 2e circonscription des Pyrénées-Orientales, membre du groupe UMP. Elle est réélue le 17 juin 2007 avec 59,78 % des suffrages exprimés au second tour. En 2007, elle vote contre l'inscription de l'abolition de la peine de mort dans la constitution.
Le 9 mars 2008, la liste qu'elle conduit remporte dès le premier tour l'élection municipale de Canet-en-Roussillon avec 63,88 % des suffrages exprimés. Vice-présidente de la Fédération française de natation, elle est à l'origine de l'installation de la première piscine olympique dans le département des Pyrénées-Orientales. Fondatrice du Club sportif Canet 66 Natation, elle le voit se développer avec des nageurs de niveau international. Peu avant sa disparition, Arlette Franco avait tenu à rendre hommage à son ami Henri Sérandour, en inaugurant la nouvelle piscine de Canet-en-Roussillon de son nom.
Opérée en 2008 d'une tumeur au cerveau, dont les séquelles la laisseront diminuée, elle meurt le 31 mars 2010 à Canet-en-Roussillon, des suites de la maladie,. Elle est remplacée à l'Assemblée nationale par son suppléant, Fernand Siré.

## Mandats
Conseillère municipale
- 22 mars 1971 - 20 mars 1977 : conseillère municipale de Canet-en-Roussillon (Pyrénées-Orientales)
- 21 mars 1977 - 13 mars 1983 : adjointe de Jacques Coupet, maire de Canet-en-Roussillon-Saint-Nazaire (Pyrénées-Orientales)
- 14 mars 1983 - 19 mars 1989 : adjointe de Jacques Coupet, maire de Canet-en-Roussillon (Pyrénées-Orientales)
- 20 mars 1989 - 18 juin 1995 : maire de Canet-en-Roussillon (Pyrénées-Orientales)
- 19 juin 1995 - 18 mars 2001 : maire de Canet-en-Roussillon (Pyrénées-Orientales)
- 19 mars 2001 - 16 mars 2008 : maire de Canet-en-Roussillon (Pyrénées-Orientales)
- 17 mars 2008 - 31 mars 2010 : maire de Canet-en-Roussillon (Pyrénées-Orientales)

Conseillère régionale
- 23 mars 1992 - 15 mars 1998 : vice-présidente du Conseil régional du Languedoc-Roussillon
- 16 mars 1998 - 12 juillet 2002 : membre du conseil régional du Languedoc-Roussillon

Députée
- 19 juin 2002 - 19 juin 2007 : députée
- 20 juin 2007 - 31 mars 2010 : députée